# 賈斯特·傑克金
賈斯特·傑克金（法語：Just Jaeckin，1940年8月8日—2022年9月6日），法國電影導演、攝影師、雕塑家。

## 經歷
賈斯特於第二次世界大戰期間出生於法國阿列省维希，但隨後隨父母前往英國。敵對行動結束後，他回到法國，在法國軍隊服役前後學習藝術和攝影：在軍隊服役期間，他曾擔任戰地攝影師。
賈斯特於1974年以執導軟色情電影《艾曼紐》以導演身份首次出道，該部電影由絲薇亞·克莉絲黛主演，1975年他執導了《O的故事》，由肯妮・克利里主演。這部電影得到的讚譽遠不如前作。它在英國被英國電影分級委員會禁止，直到2000年2月准許上映。
隨後，賈斯特於1981年執導《查泰萊夫人的情人》，該部電影因其露骨的性質而獲得了廣泛的戲院宣傳，但評價普遍不佳，僅取得了一定的商業成功。 1984年，《雲杜孃》上映，這部電影大致改編約翰威利的漫畫主題，賈斯特的作品掀起了西方軟調成人片軟調色情的熱潮。

在拍攝完雲杜娘後，傑克金從電影行業退休。他與妻子安妮居住在法國，從事攝影和雕塑工作。2022年9月6日，於布列塔尼辭世。

## 作品

### 導演
- 《艾曼紐》(1974)
- 《O的故事》 (1975)
- 《法國女人（英语：The_French_Woman）》 (1977)
- 《Le dernier amant romantique》(1978)
- 《Collections privées》（1979）
- 《女孩(1980)
- 《查泰萊夫人的情人》(1981)
- 《雲杜孃（英语：The Perils of Gwendoline in the Land of the Yik-Yak）》(1984)

電視劇
- 《敬禮冠軍》第1集（1981）
- 《Salut》劇集《Moto》(1981)

### 編劇
- Le dernier amant romantique (英文名稱The Last Roman Lover ) (1978)
- 女孩(1980)
- 《查泰萊夫人的情人》(1981)
- 《雲杜孃（英语：The Perils of Gwendoline in the Land of the Yik-Yak）》(1984)

## 外部連結
- Galerie Anne & Just Jaeckin （页面存档备份，存于）
- 賈斯特·傑克金在互联网电影资料库（IMDb）上的資料（英文）
- 豆瓣电影上《賈斯特·傑克金》的資料 （简体中文）
- 在AllMovie上賈斯特·傑克金的頁面（英文）